# Guido Forti
Guido Forti (ur. 10 lipca 1940 w Alessandrii, zm. 11 stycznia 2013 tamże) – włoski przedsiębiorca, założyciel i szef zespołu Forti startującego w Formule 1.

## Życiorys
Guido Forti urodził się 10 lipca 1940 w Alessandrii. Wraz z Paolo Guercim pod koniec lat 70. XX wieku otworzył własną firmę. Jego zespół ścigał się we Włoskiej Formule Ford, a następnie jego kierowcy Franco Forini, Enrico Bertaggia, Emanuele Naspetti oraz Gianni Morbidelli co roku zdobywali tytuł we Włoskiej Formule 3.
W 1987 zespół Fortiego wszedł do Formuły 3000, gdzie dziewięciokrotnie zwyciężył. Dzięki wsparciu finansowemu Pedro Diniza zespół w 1995 dołączył do Formuły 1, jednak Diniz oraz jego partner zespołowy – Roberto Moreno, nie zdobyli ani punktu w debiutanckim sezonie, gdyż Forti FG01 mocno odstawał od reszty stawki. Z powodu problemów finansowych zespół wycofał się w połowie sezonu 1996 z Formuły 1.
Guido Forti w latach 2002–2003 powrócił do wyścigów jako menedżer jednego z teamów w europejskiej Formule 3000.